# Спонтанне параметричне розсіяння

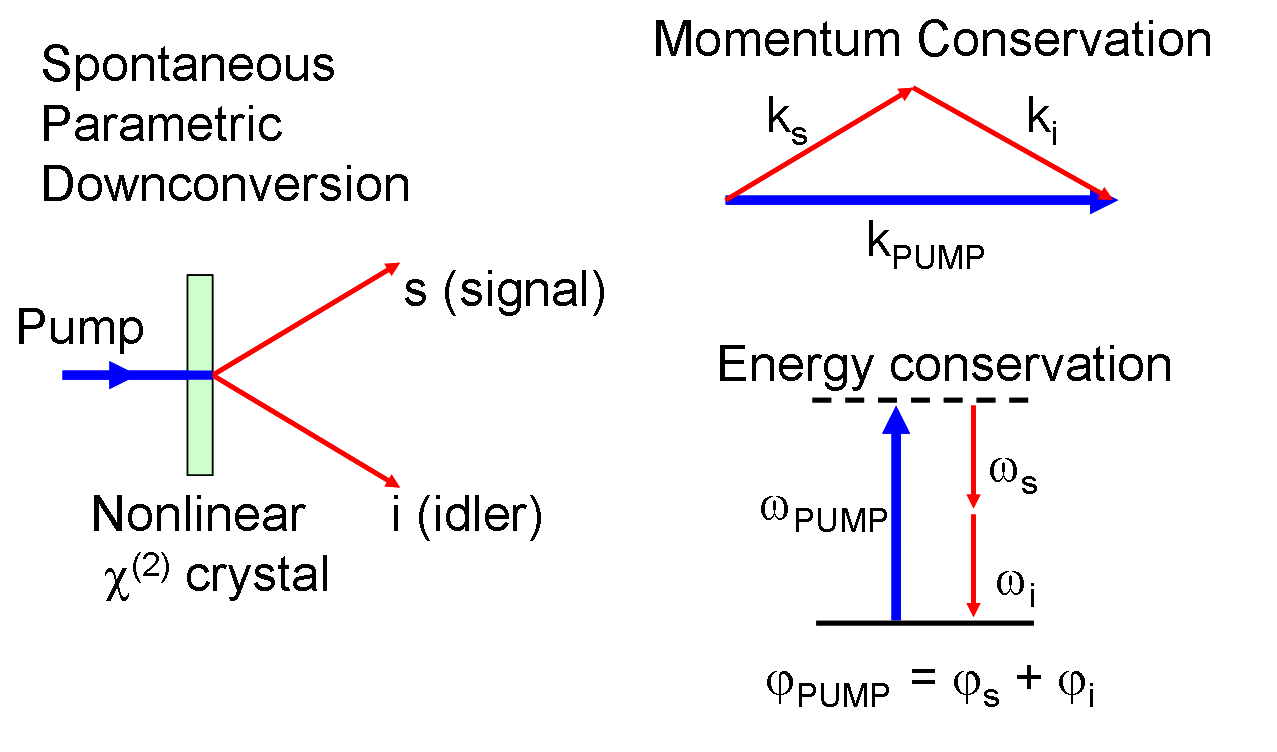
Схема процесу СПР. Зверніть увагу, що закони збереження стосуються енергії та імпульсу всередині кристала.

Спонтанне параметричне розсіяння (СПР) - це є нелінійний миттєвий оптичний процес, який перетворює один фотон з вищою енергією (а саме фотон накачування) у пару фотонів (а саме, сигнальний фотон і холостий фотон) з меншою енергією, відповідно до закону збереження енергії та закону збереження імпульсу. Це важливий процес у квантовій оптиці для генерації заплутаних пар фотонів та одиничних фотонів.

## Основний процес
Нелінійний кристал використовується для поділу пучків фотонів на пари фотонів, які відповідно до закону збереження енергії та закону збереження імпульсу мають поєднані енергії та імпульси, рівні енергії та імпульсу вихідного фотона та кристалічної решітки. Оскільки показник заломлення змінюється з частотою, лише певні триплети частот будуть узгоджені по фазі, щоб можна було досягти одночасного збереження енергії та імпульсу. Фазове узгодження найчастіше досягається за допомогою двопроменезаломлюючих нелінійних матеріалів, показник заломлення яких змінюється з поляризацією. В результаті цього різні типи СПР класифікуються за поляризацією вхідного фотона (накачування) та двох вихідних фотонів (сигнального та холостого). Якщо сигнальний та холостий фотони мають однакову поляризацію між собою та зі зруйнованим фотоном накачування, це вважається СПР типу-0 ; якщо сигнальний та холостий фотони мають однакову поляризацію між собою, але є ортогональними до поляризації фотона накачування, це СПР типу I. Якщо сигнальний та холостий фотони мають перпендикулярну поляризацію, це вважається СПР типу II.
Ефективність перетворення SPDC, як правило, дуже низька, з найвищою ефективністю, отриманою близько 4 пар на 106 вхідних фотонів для періодично поляризованого ніобату літію у хвилеводах.  Однак, якщо в будь-який момент виявляється одна половина пари ("сигнальний фотон"), тоді, як відомо, присутній її партнер ("холостий фотон"). Вихідний сигнал перетворювача типу I є стисненим вакуумом, який містить парну кількість фотонів. Вихід  перетворювача типу II є двомодовим стисненим вакуумом.

## Приклад

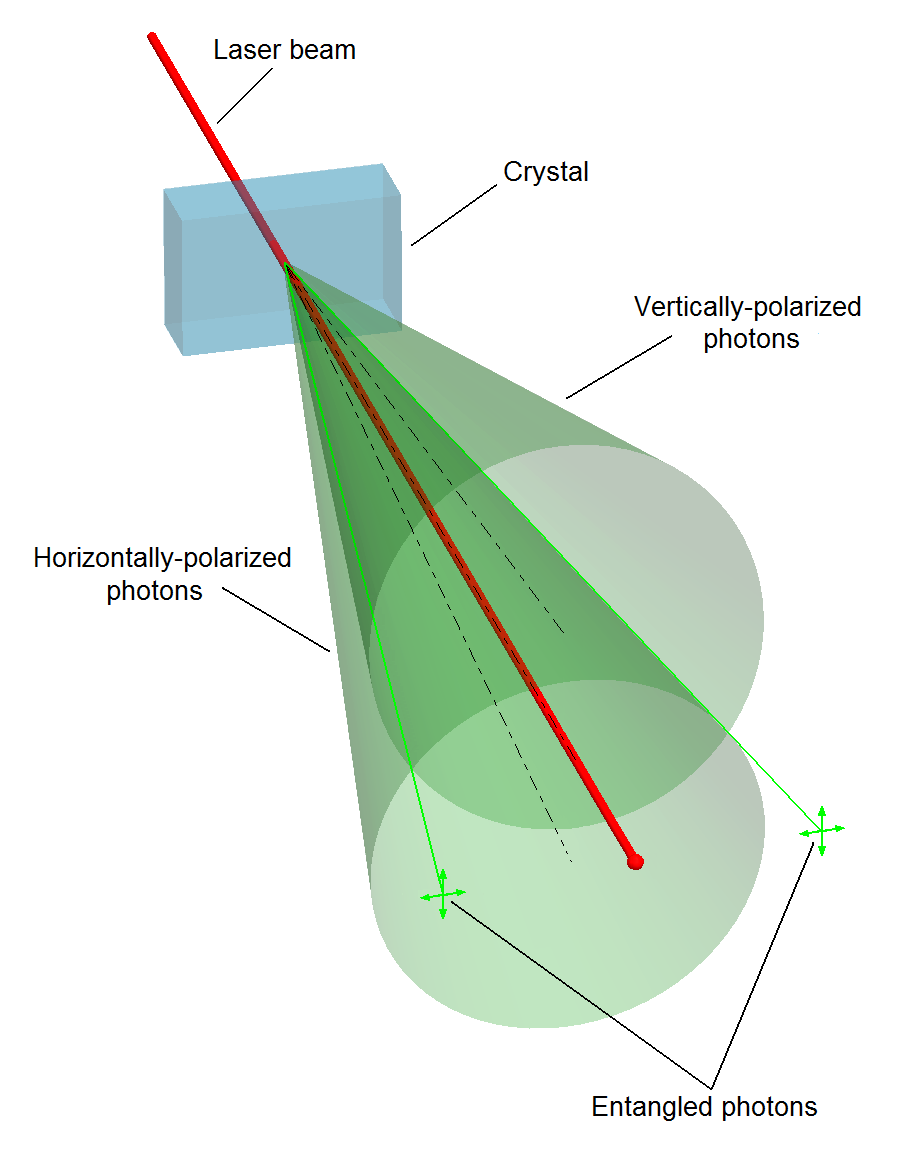
Схема СПР типу II

У конструкції апарату СПР, яка зазвичай використовується, потужний лазерний промінь, який називають накачуванням, спрямований на кристал бета-борату барію або кристал ніобату літію. Більшість фотонів проходять прямо крізь кристал. Однак іноді деякі фотони зазнають СПР типу II з кореляцією поляризації, а результуючі корельовані пари фотонів мають траєкторії, обмежені по краях двох конусів, осі яких симетрично розташовані відносно пучка накачування. Крім того, завдяки збереженню імпульсу, два фотони завжди симетрично розташовані по краях конусів щодо пучка накачування. Важливо, що траєкторії пар фотонів можуть існувати одночасно в двох лініях, де конуси перетинаються. Це призводить до переплутування пар фотонів, поляризація яких перпендикулярна.
Іншим кристалом є дигідрофосфат калію, який в основному використовується для СПР типу I, де обидва фотони мають однакову поляризацію.

## Історія
СПР був описаний ще в 1970 році Давідом Клишком та співавторами  та Д. С. Бернхемом та Д. Л. Вайнбергом . Вперше він був застосований до експериментів, пов’язаних з когерентністю, двома незалежними парами дослідників наприкінці 1980-х: Керролл Еллі та Яньхуа Ши, і Рупаманджарі Гош та Леонард Мендель. Виявлено дуальність між некогерентним (теорема Ван Циттера – Церніке) та біфотонним випромінюванням.

## Застосування
СПР дозволяє створювати оптичні поля, що містять (у гарному наближенні) один фотон. Станом на 2005 рік, це переважаючий механізм для експериментатора для створення одиночних фотонів (також відомих як стан Фока) . Поодинокі фотони, а також пари фотонів часто використовуються в експериментах з квантової інформації та таких застосуваннях, як квантова криптографія та експерименти Белла.
СПР широко використовується для створення пар заплутаних фотонів з високим ступенем просторової кореляції. Такі пари використовуються у фантомних зображеннях, в яких інформація поєднується з двох детекторів світла: звичайного багатопіксельного детектора, який не "бачить" об’єкт, та однопіксельного детектора, який "бачить" об’єкт.

## Альтернативи
Як основу для більш ефективних джерел заплутаних пар фотонів запропоновано новий ефект випромінювання двох фотонів від напівпровідників з електричним керуванням.  Крім парів фотонів, що генеруються СПР, фотони пари, що випромінюється напівпровідником, зазвичай не ідентичні, а мають різну енергію. Донедавна, в рамках обмежень квантової невизначеності, пара випромінюваних фотонів вважалася спільно розташованою: вони народжуються з одного місця. Однак новий нелокалізований механізм утворення корельованих пар фотонів у СПР підкреслив, що іноді окремі фотони, що складають пару, можуть випромінюватися з просторово розділених точок.